# Erodium sibthorpianum
Erodium sibthorpianum är en näveväxtart. Erodium sibthorpianum ingår i släktet skatnävor, och familjen näveväxter.

## Underarter
Arten delas in i följande underarter:
- E. s. sibthorpianum
- E. s. vetteri
- E. s. somanum